# BritBox
BritBox (ブリットボックス) は、BBCワールドワイドのアメリカ法人とITVの映像ストリーミング配信子会社の合弁で設立された映像ストリーミング配信サービス。2017年3月7日にアメリカ合衆国でサービス提供を開始した。主にBBCとITVのテレビ番組を配信し、広告なしの定額制見放題 (SVOD) で運営されている。

## サービス概要
アメリカ国内の登録ユーザーは月額6ドル99セントで配信作品を視聴できる。視聴可能端末はコンピューターのブラウザの他、Apple TV、iOSおよびAndroidのスマートフォンとタブレット、Roku、Google Chromecast。
アメリカでサービスを開始した時点で、合計2000時間以上のテレビ番組が配信された。サービス開始時はアメリカのみだが、将来的にはイギリス国内を含む世界展開を目指しているとイギリス日刊紙大手ガーディアンは報じた。
2015年6月にBBC iPlayerの世界サービス提供は廃止され、現在はイギリス国内に限定してサービスを継続しているため、BritBoxとBBC iPlayerの将来的な統合は不透明である。ガーディアンによると、2016年末時点でBBC iPlayerやITV Hub (旧ITV Player) といった既存の配信サービスをBritBoxに統合する予定はないとしている。
イギリス主要テレビ局の中でBritBoxに参画するのはBBCとITVのみで、Channel 4やChannel 5に参画の予定はないとしている。
かつての主要株主はBBCワールドワイドとITVの2社でBBCアメリカを共同運営する米国メディア企業AMC Networksも議決権を有しない少数株主として名を連ねていた。2024年にBBCはITVが保有していた本企業の全株式を2億5500万ポンド（日本円で約485億円）で買収したことが同年3月に報じられた。

## 配信作品
BBCやITVの過去名作の他、競合他社では配信されていない作品を取り揃えている。また一部作品は"Now"とカテゴリ分類され、本国イギリスでテレビ放送されてから24時間後にBritBox上で配信が開始される。2017年11月22日現在、147作品がBritBoxで配信されている。

## 評価
アメリカのメディアThe Specialist Worksは「BritBoxがネットフリックスやAmazonビデオといった巨額の広告宣伝費を投じる競合他社に対抗するのは容易ではない」と分析している。しかしBBCワールドワイドのディレクターは「ネットフリックスなどの大手で配信されない作品を見たいという需要はある」として、大手との直接の競合関係を否定した。またBritBoxに先行してアメリカに進出したイギリス作品のストリーミング配信サービスAcorn TVの成功事例から、BritBoxも成功の可能性があるとの見方もある。「BritBoxはSVOD業界で超ニッチなポジションを狙っている」「イギリス作品の豊富なラインナップ、そしてAMCのアメリカにおけるサポートを鑑みると、BritBoxは成功しうる」と世界展開するテレビ番組制作会社Banijay UKの元CEOは述べている。